# Hakkı Başar
Pour les articles homonymes, voir Başar.
Hakkı Başar  est un lutteur turc spécialiste de la lutte gréco-romaine né le 24 septembre 1969 à Sakarya.

## Biographie
Hakkı Başar participe aux Jeux olympiques d'été de 1992 à Barcelone dans la catégorie des poids mi-lourds et remporte la médaille d'argent.